# Tropidoturris fossata
Tropidoturris fossata é uma espécie de gastrópode do gênero Tropidoturris, pertencente a família Borsoniidae.